# Don Ameche
Don Ameche (31. května 1908, Kenosha, Wisconsin, USA – 6. prosince 1993, Scottsdale, Arizona, USA) byl americký herec.
Hrál ve filmech Záměna, Cesta do Ameriky nebo Zámotek, kde hrál hlavní roli, za kterou obdržel v roce 1985 cenu Americké akademie filmových umění a věd Oskar. Za hlavní role ve filmu S mafií v patách získali s Joem Mantegnou v roce 1988 Volpiho pohár na festivalu v Benátkách. Ameche má hvězdu na Hollywoodském chodníku slávy.
Narodil se jako Dominic Felix Amici, jeho otec pocházel z italského Marche a matka měla irské a německé předky. Měl sedm sourozenců, bratr Jim Ameche byl rozhlasovým hlasatelem. Začal studovat práva na Wisconsinské univerzitě v Madisonu, ale před studiem dal přednost herectví, vystupoval v rozhlase a vaudevillu a v roce 1935 uzavřel smlouvu s filmovou společností 20th Century Studios. Ve filmu Zapomenutý z roku 1939 hrál Alexandera Grahama Bella.
Byl stoupencem Republikánské strany a zapojil se do volební kampaně Dwighta Eisenhowera. Spolu s Bingem Crosbym a Bobem Hopem vlastnil klub amerického fotbalu Los Angeles Dons.